# The Runners
The Runners je produkcijski hip hop duo kojeg su 2000. godine osnovali Dru Brett i Mayne Zayne u Orlandu, Floridi. Brett i Zayne se poznaju još od kad su bili djeca. Najpoznatiji su po produkciji singlova "Go Hard" i "Hustlin'", za DJ Khaleda i Ricka Rossa.

## Članovi
Trenutni članovi
- Dru Brett (2000. - danas)
- Mayne Zayne (2000. - danas)

## Vanjske poveznice
- Službena stranica  Arhivirana inačica izvorne stranice od 5. rujna 2012. (Wayback Machine)